# Rodney Marsh
Rodney Marsh (Hatfield, 11 oktober 1944) is een Engels voormalig voetballer die als aanvaller speelde.
Marsh brak door bij Fulham en speelde daarna voor Queens Park Rangers en Manchester City. Na een korte periode in Ierland ging hij in 1976 naar de Verenigde Staten waar hij voor Tampa Bay Rowdies uitkwam in de NASL. Op huurbasis speelde hij nog een seizoen voor Fulham. Marsh kwam negen keer uit voor het Engels voetbalelftal waarbij hij eenmaal scoorde.
Na het voetbal was hij trainer in de Verenigde Staten, commentator voor Sky Sports en nam hij deel aan realityseries.